# And Starring Pancho Villa as Himself
And Starring Pancho Villa as Himself es una película del oeste estadounidense de 2003 hecha para televisión para HBO en asociación con City Entertainment y protagonizada por Antonio Banderas como Pancho Villa, dirigida por Bruce Beresford, escrita por Larry Gelbart y producida por Joshua D. Maurer, Mark Gordon y Larry Gelbart. El elenco también incluye a Alan Arkin, Jim Broadbent, Michael McKean, Eion Bailey y Alexa Davalos.
Maurer, quien originalmente concibió la historia e hizo una extensa investigación, vendió el proyecto a HBO y luego contrató a Gordon y contrató a Gelbart para escribir y colaborar en el guion. En el momento de la producción, esta era la película de televisión / cable de 2 horas más cara jamás realizada, con un presupuesto de más de $30 millones de dólares. La película se rodó casi en su totalidad en locaciones de San Miguel de Allende, México y sus alrededores.
La película trata sobre el rodaje de La vida del general Pancho Villa (que se rodó en 1914) y se ve a través de los ojos de Frank N. Thayer, el sobrino de un jefe de estudio que obtiene un impulso en su carrera cuando lo ponen a cargo del proyecto. La película resultante se convirtió en el primer largometraje estadounidense, y presentó a decenas de espectadores los verdaderos horrores de la guerra que nunca habían visto personalmente. Thayer vendió a los estudios la realización de la película a pesar de sus preocupaciones de que nadie se sentaría a ver una película más de 1 hora, convenciéndolos de que podían subir el precio de las películas a diez centavos, duplicando el precio vigente en ese momento. El contrato real que Pancho Villa firmó con Frank N. Thayer y la Mutual Film Company el 5 de enero de 1914 para filmar la Batalla de Ojinaga aún existe y se encuentra en un museo en la Ciudad de México. La película original se ha perdido, pero aún existen algunos carretes sin editar de la batalla, que muestran a Pancho Villa y su ejército luchando contra las fuerzas federales, así como fotografías y fotogramas publicitarios tomados de la película original.

## Argumento
El revolucionario mexicano Pancho Villa (Antonio Banderas) se encuentra sin los fondos adecuados para financiar su guerra contra el gobierno militar. También se encuentra en desacuerdo con los estadounidenses debido a la campaña de prensa del imperio de los medios de Hearst en su contra. Para contrarrestar ambas amenazas, envía emisarios a los productores de películas para convencerlos de que paguen para filmar su progreso y las batallas reales. Productor D.W. Griffith (Colm Feore) se interesa de inmediato y convence al jefe de Mutual Film Studios, Harry E. Aitkin, para que envíe un equipo de filmación. El sobrino de Aitkin, Frank Thayer, es inicialmente un simple chico de los recados del estudio, pero deja una buena impresión con Villa, quien exige que Thayer sea puesto a cargo del proyecto. Thayer y un equipo de cámara filman a Villa llevando a sus hombres a la victoria en la batalla. A pesar del fracaso de este metraje inicial (que provoca risas burlonas de los posibles patrocinadores), Thayer convence a Aitkin de invertir aún más dinero en un segundo intento, y también convence a Villa de participar en la realización de una película más narrativa.
Thayer regresa a México con un director, actores, productores, camarógrafos y guionistas, y comienza a filmar las hazañas anteriores de Villa con un actor más joven, el futuro director de cine Raoul Walsh (Kyle Chandler). El rodaje va bien, aunque Villa se enoja porque los guionistas y el director han cambiado la historia para hacer una película más dramática. Sin embargo, acepta hacer un cameo como una versión anterior de sí mismo. Mientras tanto, Thayer comienza un romance con la actriz Teddy Sampson (Alexa Davalos) de quien está enamorado desde que se conocieron. Una noche, Villa anuncia que atacarán un fuerte federal en Torreón y ganarán la revolución. El director de la película y su equipo le dicen a Villa que no lo acompañarán a filmar la batalla. Villa los asusta para que vayan a la batalla haciendo que un pelotón de fusilamiento dispare sobre sus cabezas.
A la mañana siguiente, Villa reúne a sus hombres para atacar Torreón. Thayer y su equipo entran a filmar la acción. Después de una escaramuza en el camino hacia el fuerte, el ejército de Villa llega a Torreón y asedia la fortaleza. Villa ordena un ataque y lidera personalmente la carga. El ejército de Villa tiene éxito inicialmente, pero sufre muchas bajas y se ve obligado a retirarse. Esa noche, Villa ordena a su ejército bombardear Torreón hasta someterlo y, tras un largo y brutal bombardeo, la caballería de Villa remata al último de los defensores federales de Torreón. Sin embargo, Thayer y su equipo de cámara son testigos de cómo Villa dispara personalmente a una viuda mexicana a sangre fría con su pistola durante las secuelas de la batalla. Disgustado, el equipo se marcha.
La vida del general Villa se muestra en los cines de Estados Unidos y con gran éxito, aunque Thayer y los miembros de su equipo de cámara lamentan haber hecho la película.
Nueve años después, el general Villa conduce su automóvil con un socio y dos de sus guardaespaldas por Parral, Chihuahua. Su auto es detenido por un civil mexicano, cuando varios federales aparecen de repente con ametralladoras. Villa busca su pistola, pero recibe varios disparos y muere.

## Reparto
- Antonio Banderas como Pancho Villa.
- Eion Bailey como Frank N. Thayer.
- Alan Arkin como Sam Dreben.
- Jim Broadbent como Harry Aitken.
- Matt Day como John Reed.
- Alexa Davalos como Teddy Sampson.
- Kyle Chandler como Raoul Walsh.
- Michael McKean como William Christy Cabanne.
- Colm Feore como D. W. Griffith.
- Anthony Stewart Head como William Benton.
- Saul Rubinek como Eli Morton.
- Damián Alcázar como General Rodolfo Fierro.
- Pedro Armendáriz, Jr. como Don Luis Terrazas.